# FK Liepāja
Maillots
Actualités
Le Futbola Klubs Liepāja est un club de football letton basé à Liepāja. Liepaja a remporté l'unique championnat de son histoire en 2015 .

## Histoire
Le FK Liepāja est fondé en mars 2014 sous l'impulsion du conseil municipal de Liepāja après la disparition en 2013 du FK Liepājas Metalurgs, 9 fois champion de Lettonie. Le club prend la place du Liepājas Metalurgs dans le Championnat de Lettonie 2014 et termine quatrième.
Le club remporte pour la première fois de son histoire le Championnat de Lettonie en 2015.

## Bilan sportif

### Palmarès
- Championnat de Lettonie (1)
  - Champion : 2015

- Coupe de Lettonie (2)
  - Vainqueur : 2017, 2020
  - Finaliste : 2021

### Bilan par saison
| Saison | Championnat | Championnat | Championnat | Championnat | Championnat | Championnat | Championnat | Championnat | Championnat | Championnat | Coupe de Lettonie   |
| Saison | Division    | Pos         | Pts         | J           | V           | N           | D           | BP          | BC          | Diff        | Coupe de Lettonie   |
| ------ | ----------- | ----------- | ----------- | ----------- | ----------- | ----------- | ----------- | ----------- | ----------- | ----------- | ------------------- |
| 2014   | 1re         | 4e          | 66          | 36          | 21          | 3           | 12          | 72          | 45          | +27         | Demi-finales        |
| 2015   | 1re         | 1er         | 52          | 24          | 15          | 7           | 2           | 48          | 23          | +25         | Quarts de finale    |
| 2016   | 1re         | 4e          | 42          | 28          | 12          | 6           | 10          | 38          | 31          | +7          | Quarts de finale    |
| 2017   | 1re         | 2e          | 37          | 24          | 11          | 4           | 9           | 32          | 25          | +7          | Vainqueur           |
| 2018   | 1re         | 4e          | 51          | 28          | 15          | 6           | 7           | 46          | 25          | +21         | Quarts de finale    |
| 2019   | 1re         | 7e          | 37          | 32          | 11          | 6           | 15          | 41          | 43          | -2          | Quarts de finale    |
| 2020   | 1re         | 5e          | 42          | 27          | 12          | 6           | 9           | 57          | 34          | +23         | Vainqueur           |
| 2021   | 1re         | 3e          | 51          | 28          | 16          | 3           | 9           | 47          | 26          | +21         | Finale              |
| 2022   | 1re         | 4e          | 70          | 36          | 21          | 7           | 8           | 72          | 42          | +30         | Seizièmes de finale |
| 2023   | 1re         | 5e          | 51          | 36          | 14          | 9           | 13          | 52          | 54          | -2          | Demi-finales        |
| 2024   | 1re         | 6e          | 39          | 36          | 10          | 9           | 17          | 37          | 56          | -19         | Demi-finales        |

Légende
- Vainqueur de la compétition
- Vice-champion ou finaliste de la compétition
- Troisième de la compétition

### Bilan européen
Note : dans les résultats ci-dessous, le score du club est toujours donné en premier
| Saison    | Compétition             | Tour            | Club               | Domicile | Extérieur | Total             |
| --------- | ----------------------- | --------------- | ------------------ | -------- | --------- | ----------------- |
| 2016-2017 | Ligue des champions     | Deuxième tour Q | Red Bull Salzbourg | 0 - 2    | 0 - 1     | 0 - 3             |
| 2017-2018 | Ligue Europa            | Premier tour Q  | Crusaders FC       | 2 - 0    | 1 - 3     | 3E - 3            |
| 2017-2018 | Ligue Europa            | Deuxième tour Q | Sūduva Marijampolė | 0 - 2    | 1 - 0     | 1 - 2             |
| 2018-2019 | Ligue Europa            | Premier tour Q  | BK Häcken          | 0 - 3    | 2 - 1     | 2 - 4             |
| 2019-2020 | Ligue Europa            | Premier tour Q  | Dinamo Minsk       | 1 - 1    | 2 - 1     | 3 - 2             |
| 2019-2020 | Ligue Europa            | Deuxième tour Q | IFK Norrköping     | 0 - 1    | 0 - 2     | 0 - 3             |
| 2021-2022 | Ligue Europa Conférence | Premier tour Q  | Struga Trim-Lum    | 1 - 1    | 4 - 1     | 5 - 2             |
| 2021-2022 | Ligue Europa Conférence | Deuxième tour Q | CSKA Sofia         | 0 - 0 ap | 0 - 0     | 0 - 0 (1 - 3 tab) |
| 2022-2023 | Ligue Europa Conférence | Premier tour Q  | KF Gjilan          | 3 - 1    | 0 - 1     | 3 - 2             |
| 2022-2023 | Ligue Europa Conférence | Deuxième tour Q | BSC Young Boys     | 0 - 1    | 0 - 3     | 0 - 4             |
| 2024-2025 | Ligue Conférence        | Premier tour Q  | Víkingur Gøta      | 1 - 1    | 0 - 2     | 1 - 3             |

Légende
- Victoire ou qualification pour le tour suivant
- Match nul
- Défaite ou élimination de la compétition